# Вілсон (округ, Канзас)
Шаблон:StateAbbr_ 37°34′00″ пн. ш. 95°44′00″ зх. д. / 37.5667° пн. ш. 95.7333° зх. д.
Округ Вілсон (англ. Wilson County) — округ (графство) у штаті Канзас, США. Ідентифікатор округу 20205.

## Історія
Округ утворений 1865 року.

## Демографія
За даними перепису 
2000 року 
загальне населення округу становило 10332 осіб, зокрема міського населення було 2913, а сільського — 7419.
Серед мешканців округу чоловіків було 5011, а жінок — 5321. В окрузі було 4203 домогосподарства, 2848 родин, які мешкали в 4937 будинках.
Середній розмір родини становив 2,96.
Віковий розподіл населення поданий у таблиці:
| Стать    | До 15 років | 15-21 | 22-29 | 30-39 | 40-49 | 50-65 | 65-85 | Понад 85 |
| -------- | ----------- | ----- | ----- | ----- | ----- | ----- | ----- | -------- |
| Чоловіки | 1110        | 511   | 391   | 594   | 729   | 834   | 741   | 101      |
| Жінки    | 1038        | 434   | 393   | 599   | 790   | 848   | 995   | 224      |

## Суміжні округи
- Вудсон — північ
- Аллен — північний схід
- Ніошо — схід
- Монтгомері — південь
- Елк — захід
- Грінвуд — північний захід

## Виноски
1. ↑  U.S. Decennial Census. United States Census Bureau. Архів оригіналу за 4 квітня 2018. Процитовано 29 липня 2014.
2. ↑  Historical Census Browser. University of Virginia Library. Архів оригіналу за 11 серпня 2012. Процитовано 29 липня 2014.
3. ↑  Population of Counties by Decennial Census: 1900 to 1990. United States Census Bureau. Архів оригіналу за 5 червня 2019. Процитовано 29 липня 2014.
4. ↑  Census 2000 PHC-T-4. Ranking Tables for Counties: 1990 and 2000 (PDF). United States Census Bureau. Архів оригіналу (PDF) за 18 грудня 2014. Процитовано 29 липня 2014.
5. ↑  State & County QuickFacts. United States Census Bureau. Архів оригіналу за 5 вересня 2015. Процитовано 29 липня 2014.(англ.) Наведено за англійською вікіпедією.
6. ↑  American FactFinder. Бюро перепису населення США. Архів оригіналу за 26 лютого 2012. Процитовано 31 січня 2008.

| США | Це незавершена стаття з географії США. Ви можете допомогти проєкту, виправивши або дописавши її. |